# El Violín
El Violín ist ein mexikanischer Spielfilm aus dem Jahre 2005. Er gewann zahlreiche Preise, u. a. den Grand Prize auf dem Miami International Film Festival 2007. Auf dem Cannes Film Festival erhielt Ángel Tavira den Preis für den besten männlichen Darsteller. Zudem gewann El Violín den Ariel Award der Mexican Academy of Film Arts and Sciences.

## Handlung
Der alte Bauer Plutarco Hidalgo lebt vom Maisanbau. Nebenbei verdient er etwas Geld, indem er in die Stadt fährt und dort mit seinem Sohn und seinem Enkel Straßenmusik macht. Obwohl ihm die rechte Hand fehlt, ist er ein sehr guter Geiger. Neben vielen anderen Bewohnern ihres Dorfes unterstützen sie die Guerilla, die gegen die Militärjunta kämpft. Als sie aus der Stadt zurückkehren, stoßen sie auf flüchtende Dorfnachbarn. Das Dorf wurde vom Militär überfallen. Etwa zwanzig Einwohner, darunter Plutarcos Schwiegertochter, wurden gefangen genommen und werden kurz darauf getötet. Plutarco kehrt allein in das besetzte Dorf zurück, um Munition, die in seinem Maisfeld versteckt ist, zu holen. Mit seinem Geigenspiel unterhält er den Hauptmann, der dort das Kommando innehat. Der aus einfachen Verhältnissen stammende Offizier bittet ihn, täglich wiederzukommen, ihm beim Essen aufzuspielen und ihn im Geigenspiel zu unterrichten. Es gelingt Plutarco, den größten Teil der Munition in seinem Geigenkasten hinauszuschmuggeln, wobei ein Wachsoldat, der anscheinend mit den Guerilleros sympathisiert, ihm noch Waffen zusteckt. Schließlich wird das Versteck, in dem Plutarco seine Geige zurückgelassen hat, von den Soldaten entdeckt. Mehrere Guerilleros, darunter Plutarcos Sohn, werden als Gefangene eingebracht. Der Hauptmann befiehlt Plutarco, zu spielen, was dieser, Folter und Tod vor Augen, verweigert. Am Ende sieht man den Enkel, der mit einer Gitarre den Mut der Widerstandskämpfer besingt.

## Kritik
Brutale militärische Unterdrückung sieht überall gleich aus, und Francisco Vargas’ zündender und poethischer Film „El Violín“ eröffnet einen traurigen Hilferuf der Unterdrückten. Hollywood Reporter